# توماس أتكينسون (سياسي)
توماس أتكينسون (بالإنجليزية: Thomas Atkinson)‏ هو فلاح وقاضي صلح ‏ وسياسي أسترالي وبريطاني (وحمل سابقاً جنسية المملكة المتحدة لبريطانيا العظمى وأيرلندا)، ولد في 6 يوليو 1822، وتوفي في 15 أكتوبر 1906. انتخب عضو مجلس النواب جنوب أستراليا من الجمعية عن دائرة Electoral district of Noarlunga ‏ وقد انضم خلال فترته النيابية (14 سبتمبر 1878 – 18 مارس 1887)  للكتلة البرلمانية مستقل.